# Шид (Саона и Лоара)
Шид (фр. Chiddes) насеље је и општина у источном делу централне Француске у региону Бургоња, у департману Саона и Лоара која припада префектури Шарол.
По подацима из 2011. године у општини је живело 79 становника, а густина насељености је износила 10,38 становника/km². Општина се простире на површини од 7,61 km². Налази се на средњој надморској висини од 490 метара (максималној 456 m, а минималној 247 m).

## Демографија
| 1962. | 1968. | 1975. | 1982. | 1990. | 1999. | 2011. |
| ----- | ----- | ----- | ----- | ----- | ----- | ----- |
| 129   | 135   | 108   | 75    | 71    | 73    | 79    |

График промене броја становника у току последњих година